# Селіжаровка
Селіжаровка (рос. Селижаровка) — річка на північному заході європейської частини Росії, у Тверській області, ліва притока Волги. Витікає з озера Селігер. Селіжаровка — одна з перших великих волзьких приток.
Довжина — 36 км, площа сточища — 2950 км², середня витрата води — 20 м³/с. Висота витоку — 205 м над рівнем моря.
Найбільші притоки — Тихвіна і Сижина (обидва ліві). Найбільший населений пункт на річці — селище Селіжарово, центр Селіжаровського району, в межах якого Селіжаровка впадає в Волгу.
Має виток з південно-західного кінця Селіжаровського плеса Селігеру. У верхній течії — річка завширшки 25-30 метрів, з швидкою течією, камінням і невеликими перекатами в річищі. Береги біля річки високі, з лісами.
Нижче за течією долина ширшає, течія слабшає.
Волга у місці впадання Селіжаровки — річка завширшки 30-40 м, не набагато більше власне Селіжаровки.
Популярна у водних туристів і рибалок. На берегах річки багато будинків відпочинку і пансіонатів.
На правому березі річки Селіжаровка за 1,3 км на захід від присілка Хилово знаходиться курганна група Хилово-1 (6 насипів) XI—XII століть.